# Prusowie
Prusowie – ludy bałtyckie zamieszkujące w średniowieczu tereny między Pomorzem, Mazowszem, Litwą, Bałtykiem, między dolną Wisłą a dolnym Niemnem oraz Niwą. 
Obecnie ich terytorium zajmują: województwo warmińsko-mazurskie, wschodnia część województwa pomorskiego, północno-wschodnia część województwa kujawsko-pomorskiego oraz obwód królewiecki.

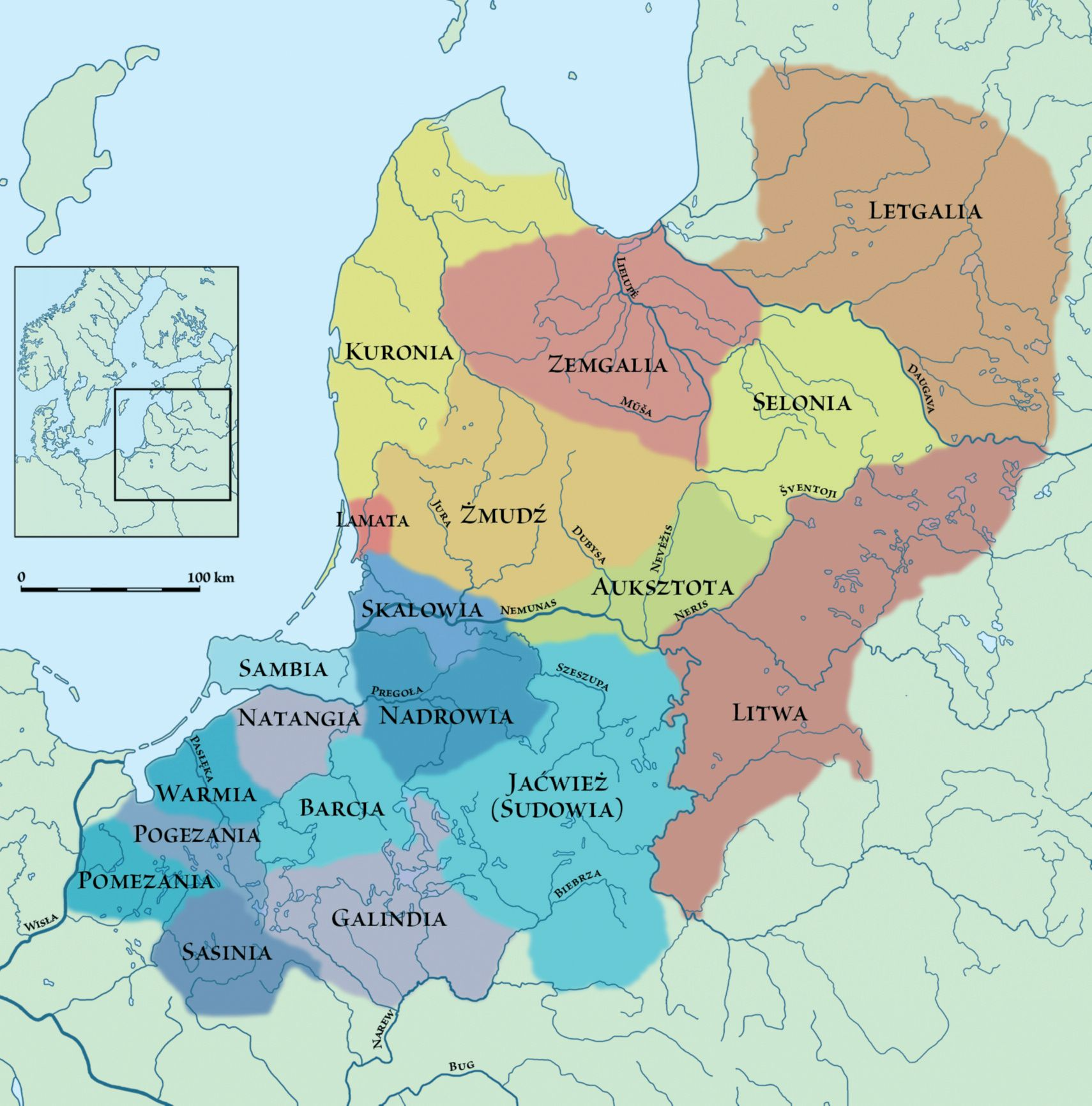
Plemiona bałtyjskie około 1200 roku

## Źródła i geneza nazwy

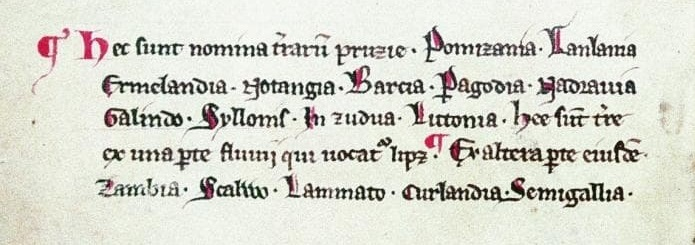
Najstarszy opis ziem pruskich w duńskim kodeksie Liber Census Daniae (ok. 1210-1231 r.)

W najstarszych źródłach ludy bałtyjskie są określane jako Estowie (Aestii, Aisti, Esti). Nazwą tą posłużył się również Wulfstan, anglosaski podróżnik, który około 890 roku odwiedził Truso i pozostawił opis życia ówczesnych Prusów.
Uważa się, że nazwa Prusowie (Bruzi) została po raz pierwszy wymieniona przez tzw. Geografa Bawarskiego w połowie IX wieku. Jednak Geograf Bawarski lokalizuje ten lud pomiędzy rzeką Anizą w Austrii a Renem (Bruzi plus est undique quam de Enisa ad Rhenum), co jest „informacją jawnie fałszywą”.
Kolejne wzmianki, odnoszące się już na pewno do Prusów, pochodzą z drugiej połowy X wieku i dotyczą sąsiadów państwa piastowskiego. W kronice Ibrahim ibn Jakuba odnotowano: Z Mesko sąsiadują na wschodzie Rus, a na północy Borus. Natomiast pierwszy zapis o Prusach w łacińskiej formie językowej znajduje się w „Dagome iudex”: Pruzze usque in locum, quo dicitur Russe, czyli Prusowie aż do miejsca, gdzie się Ruś nazywa.
Więcej informacji na temat Prusów pojawia się dopiero na przełomie X i XI wieku w związku z misjami św. Wojciecha i Brunona z Kwerfurtu (Żywot pierwszy św. Wojciecha, Żywot drugi św. Wojciecha, List Brunona z Kwerfurtu do króla Henryka II, Kronika Thietmara).
W „Żywocie św. Wojciecha”, pochodzącym z początków XI wieku, oddano wahania misjonarza, który się zastanawiał: utrum Liuticenses […] an Pruzzorum fines adiret, czyli czy do Lutyków, czy też do Prusów obrać drogę.
Nazwa Prusowie przyjęła się na trwałe w europejskim nazewnictwie dopiero od XI wieku, wypierając używane dotychczas określenie Estowie (Aesti).
Piszący w XI wieku kronikarz Adam z Bremy wspomina o Prusach zamieszkujących w Sambii. Powstała na początku XII wieku Kronika Galla Anonima opisuje najazd Bolesława Krzywoustego na ziemie Prusów. Źródła duńskie wzmiankują wyprawę króla Waldemara II Zwycięskiego do Prus w 1210 roku, a jego księga podatkowa Liber Census Daniae zawiera po raz pierwszy opis „ziem pruskich” z listą zamieszkujących je plemion (wzmianka datowana na ok. 1210-1231 r.).
Żyjący w XII wieku Helmold tak opisywał Prusów (Pruzi):

Prusowie nie poznali jeszcze światła wiary; obdarzeni są wszakże wielu dobremi przymiotami, są nadzwyczaj ludzcy względem cierpiących i śpieszą z pomocą tym, którzy na morzu znajdują się w niebezpieczeństwie, lub są prześladowani od rozbójników morskich. Złoto i srebro za nic prawie sobie ważą. W futra obfitują u nas nieznane, a tych zapach rozlał po naszym świecie śmiertelny jad dumy. Cenią je oni na równi z nawozem, my zaś nasze, jak sądzę, potępienie do odzieży z kun wzdychamy, jakby do jakiej szczęśliwości. Za lnianą przeto odzież, którą my Faldone nazywamy, ofiarują nam tak kosztowne kuny. Wieleby można było z pochwałą powiedzieć o tym narodzie, gdyby tylko wiarę chrześcijańską wyznawał, której nauczycieli nieludzko prześladuje. U nich to korony męczeńskiej dostąpił najzacniejszy biskup czeski Adalbert (św. Wojciech). Aż do dnia dzisiejszego, jakkolwiek wszystko inne mają wspólne z nami, przystęp naszym do ich gajów i źródeł jest wzbroniony, te bowiem od zbliżenia się chrześcijan stają się, podług ich mniemania nieczystemi. Mięso końskie używają na pokarm, piją też mleko i krew koni, tak że nawet, jak powiadają, upijają się niemi. Ludzie tam mają błękitne oczy, cerę czerwoną, włosy długie. Prócz tego niedostępni z powodu błot, nie cierpią pośród siebie żadnego pana.

Większość informacji o Prusach pochodzi jednak dopiero z czasów podboju Prus przez zakon krzyżacki (1230-1283) i późniejszych. Oprócz dokumentów z epoki, najważniejszym źródłem wiedzy jest Kronika ziemi pruskiej Piotra z Dusburga z 1326 roku.

## Organizacja państwa
Najwyższą władzą pruską był wiec. Na nim decydowano o sprawach obrony, wyprawach wojennych i ustalano podział prac. W okresach wojen na wiecach wybierano wodzów. Gdy nieprzyjaciel wtargnął do kraju, cała ludność męska chwytała za broń. Wojska zwoływane były przez gońców. Dużą rolę odgrywały grodziska, stanowiące miejsca schronień podczas wojen i rozruchów.  
Prawo oparte było na zasadach rodowych. Dziedziczenie odbywało się wyłącznie w linii męskiej. W życiu politycznym główną rolę stanowili możni – nobiles. Najwięcej było pospólstwa (wolni) – z takimi samymi prawami jak możni. Niewolników pozyskiwano w trakcie wojen. 

## Życie codzienne
Prusowie byli przede wszystkim ludem rolniczym. Rytm ich prac wyznaczały poszczególne pory roku. Oprócz uprawy roli zbierano grzyby, jagody, orzechy laskowe, zioła. Hodowano głównie konie, a także krowy, kozy, owce, świnie. Bardzo ceniono miód, dlatego w puszczach zakładano barcie. Gospodarstwa położone nad brzegiem jezior posiadały wyłączność na połów ryb. Prusowie handlowali z wieloma europejskimi ludami, o czym świadczyć mogą znalezione na ich terenach monety anglosaskie, germańskie, czeskie i arabskie.

### Religia
Religia Prusów była politeistyczna. Czcili oni siły natury: ciała niebieskie (jak Słońce czy Księżyc), zjawiska atmosferyczne, (jak piorun czy grzmot), a także zwierzęta i rośliny. Miejscami kultu były święte gaje, miejsca składania ofiar bogom. Wierzyli w demony i bóstwa. Ze znanych dziś bóstw pruskich należy wymienić bóstwo żeńskie Kurko (Kurche), bogini stworzenia i urodzaju, oraz bóstwo męskie Perkuna (Perkunis), boga wojny, władcę burzy i grzmotów. Wierzyli w życie pozagrobowe i uprawiali kult przodków. Utrzymywali, że dusze zmarłych snują się po swoich rodzimych okolicach.
Już Krzyżacy mieli problemy z obrzędowością Prusów. Ustęp z Układu dzierzgońskiego narzuconego przez Krzyżaków stłumionemu powstaniu pruskiemu w 1249 r. opisuje ją w następujący sposób:

Promiserunt eciam, quod inter se non habebunt de cetero Tulissones vel Ligaschones, homines videlicet mendacissimos: histriones qui quasigentilium sacerdotes in exequiis defunctorum ve tormentorum infernalium promerentur, dicentes malum et: bonum et laudantes mortuos de suisfurtis et spoliis, immundiciis et rapinis ac aliis viciis et peccatis, que, dum: viverent, perpetrarunt; ac erectis in celum luminibus exclamantes, mendaciter asserunt, se videre presentem defunctum: permedium celi volantem in equo, armis fulgentibus decoratum, nisum in manuferentem et cum comitatu magno in aliud seculum: procedentem; talibus consimilibus mendaciis populum seducentes et ad ritus gentilium revocantes. Hoc, inquam, promiserunt: se nunquam de cetero habituros.

Przyrzekli także, że nie będą między sobą mieli Tulissów i Ligaschów, ludzi zaiste najbardziej kłamliwych, łgarzy: którzy niby kapłani pogańscy na pogrzebach zmarłych zasługując na męki piekielne, mówiąc zło i dobro i chwaląc: nieboszczyków za ich kradzieże i łupy, nieczystości i grabieże oraz inne grzechy, które za życia popełnili, i wzniósłszy: oczy ku niebu wykrzykując kłamliwie twierdzili, że widzą tego właśnie zmarłego posuwającego się przez środek nieba na: koniu, przyozdobionego w błyszczącą zbroję, niosącego w ręku sokoła, w otoczeniu wielkiej rzeszy kroczącego w inny wiek;: takimi i im podobnymi kłamstwami zwodząc lud i do obrzędowości pogańskiej nawołując. Tego, mówię, przyrzekli nigdy więcej: w przyszłości nie czynić.

## Historia

### Początki osadnictwa
Najstarsze ślady osadnictwa pochodzą sprzed 15 tys. lat. W XIII–V w. p.n.e. odkryto tu ślady kultury łużyckiej.
Około VI wieku p.n.e. na terenach Półwyspu Sambijskiego i Galindii wykształciła się z grup osadniczych kultura kurhanów zachodniobałtyjskich. Śladami jej istnienia są pozostałości wznoszonych na wzniesieniach niewielkich kurhanów z warstwą ciałopalną pod nasypem. Przestrzeń kurhanu ograniczały kamienne kręgi oddzielające przestrzeń sacrum, które jednocześnie wyznaczały horyzont świata zmarłych. Kamienno-ziemne nasypy broniły wejścia do miejsca pochówku.
W VI–V w. p.n.e. pojawili się Bałtowie z obszaru środkowej Rusi z dorzeczy Dniepru i Wołgi, a po nich plemiona germańskie wraz z kulturą wielbarską.

### Ukształtowanie zespołów plemiennych

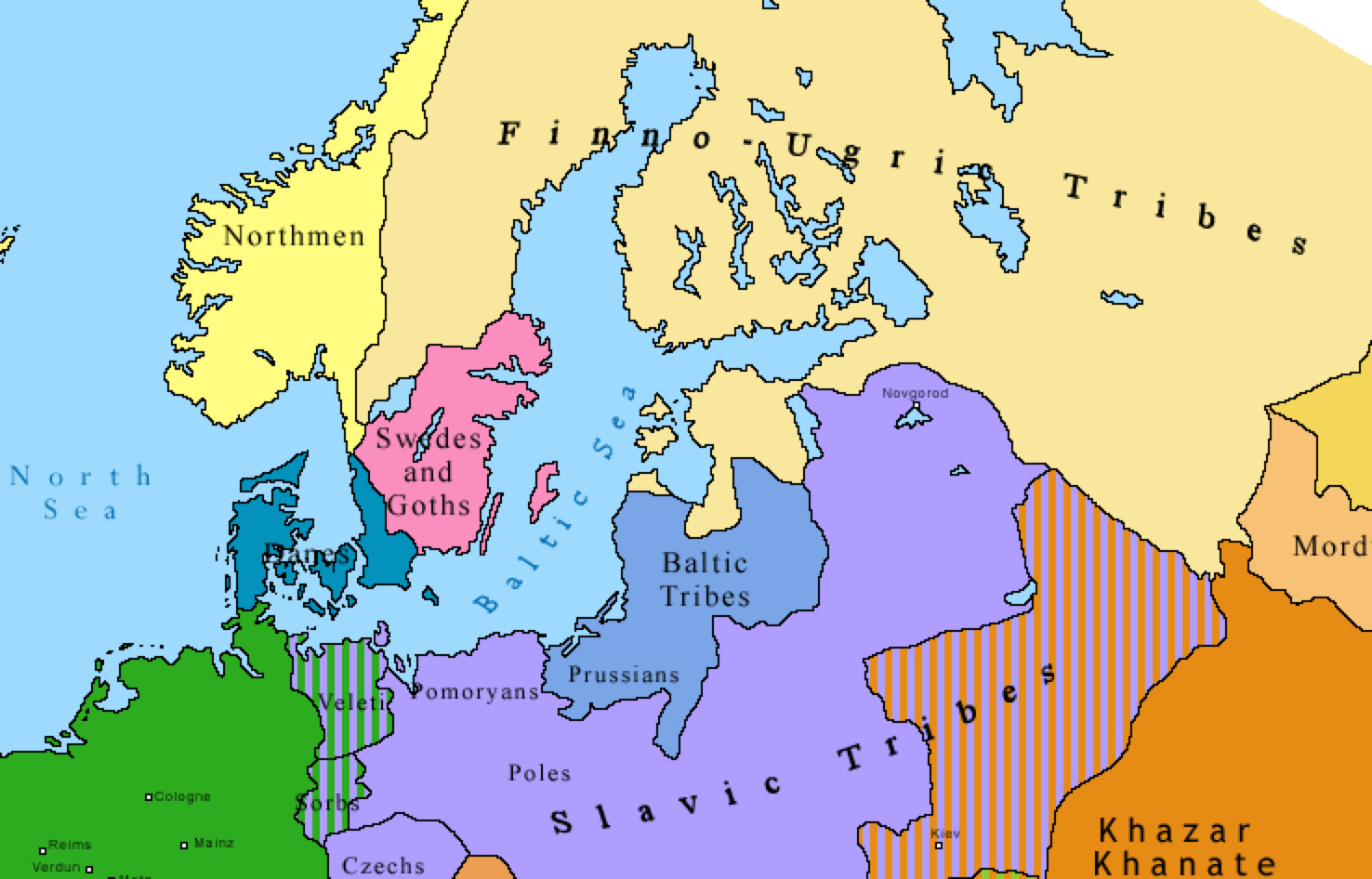
Północna Europa na początku IX wieku

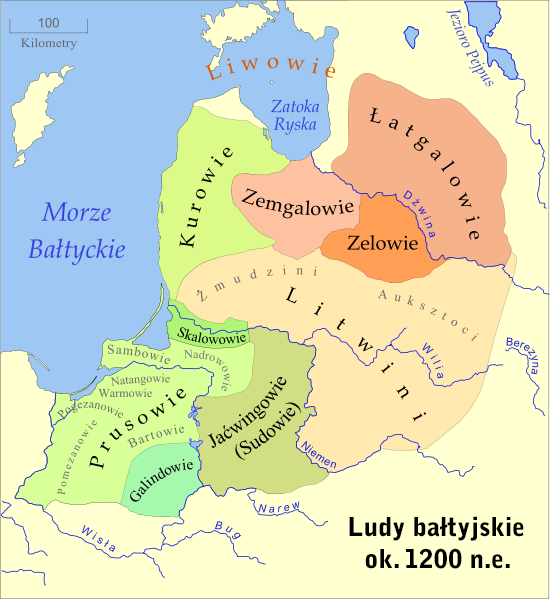
Ludy bałtyjskie około 1200 roku

Podział plemienny Prus w XIII wieku według Henryka Łowmiańskiego

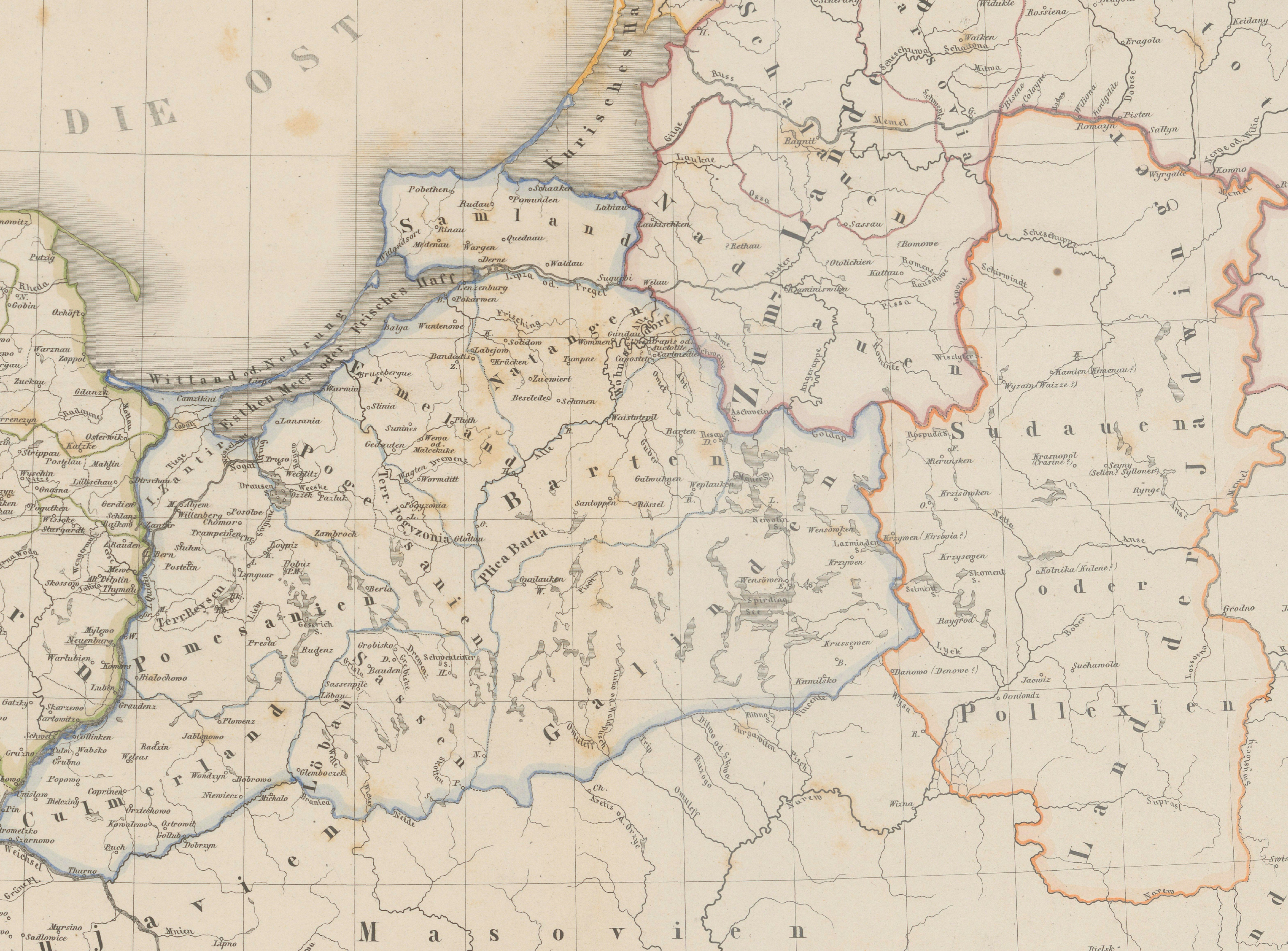
Prusy plemienne i Jaćwież według Maxa Toeppena, 1858

W trzech pierwszych wiekach naszej ery uformował się szereg mniejszych i większych zespołów typu plemiennego. Grupy te w VI i VII wieku wytworzyły 3 główne wspólnoty odpowiadające początkowym formom związków plemiennych:
- Zespół galindzki – sformowany przez Galindów, wraz z później wyodrębnionymi plemionami Bartów i Sasinów
- Zespół jaćwieski – obejmujący Jaćwież, Dainowię i Polleksię
- Zespół estyjski – w którego skład weszły Sambia, Skalowia, Nadrowia, Natangia, Warmia, Pogezania i Pomezania.

To właśnie Zespół estyjski został później nazwany Prusami. Jak twierdzi dr. Alina Naruszewicz-Duchlińska rozszerzenie nazwy Prusy na Galindię i Barcję to pozostałość historiografii średniowiecznej.
W połowie IX wieku Prusowie zasiedlali ziemie, które rozciągały się od zachodu od jeziora Druzno-rzeki Dzierzgoń-Jeziora Jeziorak po rzekę Niemen na wschodzie. 
W XIII wieku ich terytorium zajmowało około 42 000 km² i było zamieszkiwane przez 170 000 osób. O zamieszkujących plemionach pruskich w latach wczesnego średniowiecza dowiadujemy się z prac kronikarza krzyżackiego Piotra z Dusburga. Według niego, tereny Prus zamieszkiwały natępujące plemiona:
- Pomezanów – nazwa pochodzi prawdopodobnie od słowa pomedian – kraj pod lasami;
- Pogezanów – nazwę wywodzi się od pruskiego słowa pagudian, oznaczającego kraj porośnięty zaroślami;
- Warmów – nazwa pochodzi od słowa wurmen i oznacza czerwoną ziemię;
- Natangów – Natangia oznacza krainę o spływających wodach;
- Galindów – nazwę Galindia wywodzi się od wyrazu galas, oznaczającego koniec, kres. Za granicami Galindii nie mieszkało żadne plemię pruskie stąd była określana jako kraj położony na końcu świata;
- Sasinów – staropruski wyraz sasins znaczy zając, czasami określa się te tereny nazwą ziemią zajęcy;
- Jaćwingów (Sudowia, Jaćwierz) – Sudowia wzięła swą nazwę od rzeki Suduone (Sudonia) (dzisiejsza Szeszupa);
- Bartów;
- Sambów – Sambia prawdopodobnie pierwotnie oznaczała kraj nizinny lub rolniczy (od pruskiego same – rola);
- Nadrowów – otrzymała nazwę od pruskiego słowa druvis oznaczającego barć, wydrążone drzewo;
- Skalowów – pochodzenie nazwy Skalowia jest różnie interpretowane, wywodzi się ją z języka litewskiego i wiąże się z określeniem leśnego kraju albo z zaginioną nazwą jednego z większych dopływów Niemna.

Plemiona te nigdy nie utworzyły jednolitego państwa, co ułatwiło ich podbój, zwłaszcza przez zakon krzyżacki.

### Próby chrystianizacji

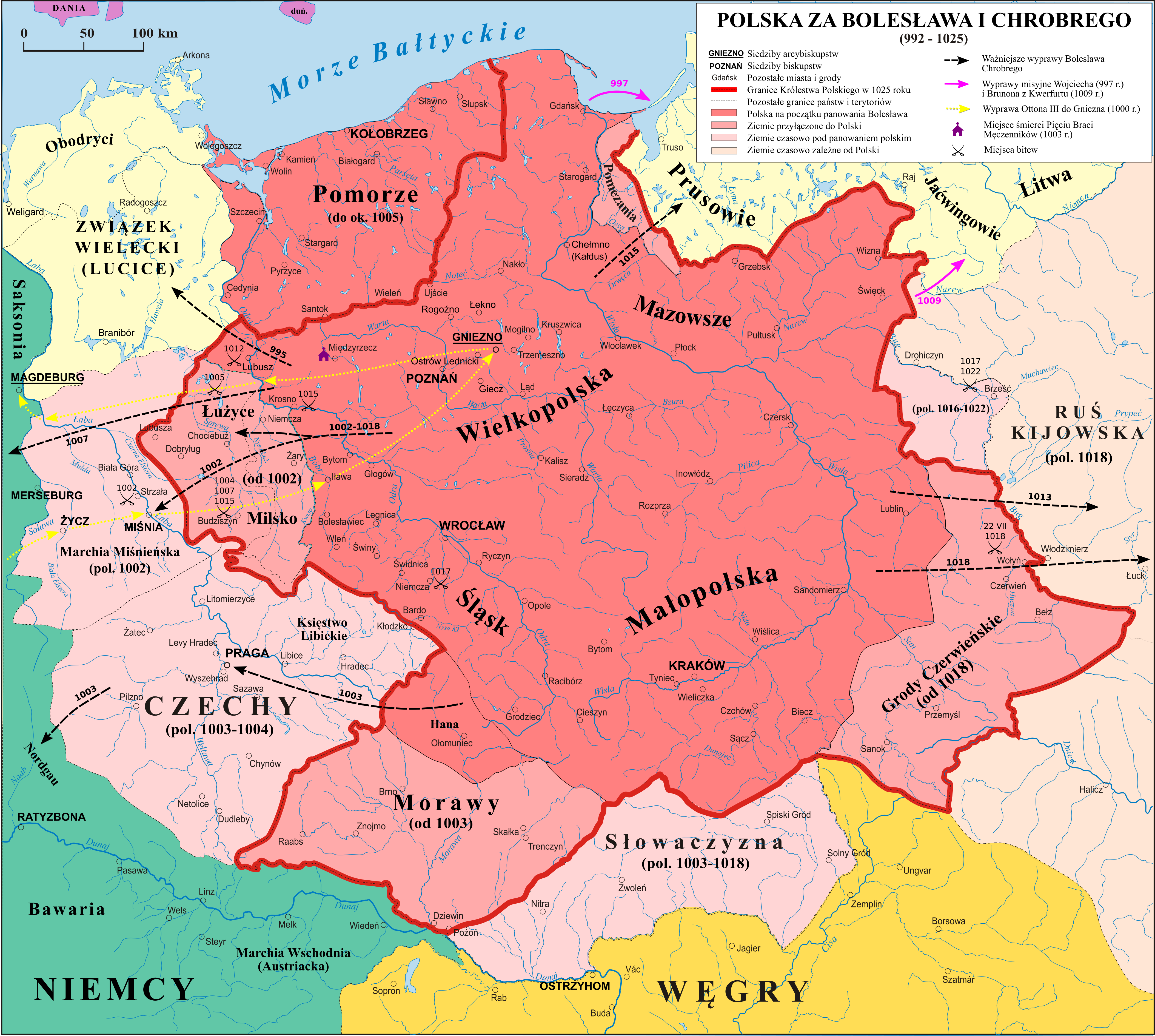
Polska i Prusy za panowania Bolesława Chrobrego oraz wyprawy misyjne Wojciecha i Brunona z Kwerfurtu.

Prusowie najeżdżani byli już w IX wieku – do 1210 Duńczycy najeżdżali Sambię, jednak bez trwałych efektów. W X wieku wyprawy prowadzili Rusini, jednak prawdopodobnie nie wyszły one poza granice Jaćwieży. Po porażkach misji chrystianizacyjnych podjętych w roku 997 przez czeskiego biskupa Wojciecha, który został zabity przez Prusów na początku wyprawy za złamanie uchwały wiecu, oraz niemieckiego biskupa Brunona z Kwerfurtu w roku 1009, polskie wyprawy organizował Bolesław I Chrobry. Kolejne próby ze strony polskiej podjął w latach 1107/1108 i 1110/1111 Bolesław III Krzywousty. Jednak podobnie jak poprzednie nie dały one trwałych rezultatów. W roku 1141 do Prus wyruszył biskup ołomuniecki Henryk Zdik, zapewne nie bez porozumienia z polskimi książętami, jednak bez trwałych rezultatów.
W 1147 roku odbyła się wyprawa na Prusy z udziałem Rusinów zorganizowana przez Bolesława Kędzierzawego na fali zainteresowania drugą krucjatą lewantyńską. Wyprawa ta wywołała pruski odwet i najazd na ziemie polskie w roku 1149. Następne wyprawy w latach 1149–1157 zaowocowały podbiciem części ziem pruskich. Kolejna próba chrystianizacji nie powiodła się na skutek buntu Prusów, a w roku 1166 w karnej wyprawie zginął młodszy brat Bolesława, książę Henryk Sandomierski.

W początku XIII wieku Prusowie rozpoczęli działania militarne w okolicach rzeki Wisły, Liwy, Osy, Drwęcy, Sandeli i Welu, w efekcie czego upadły wszystkie polskie grody położone w zachodniej części Pomezanii, w ziemi lubawskiej i ziemi świeckiej (michałowskiej).

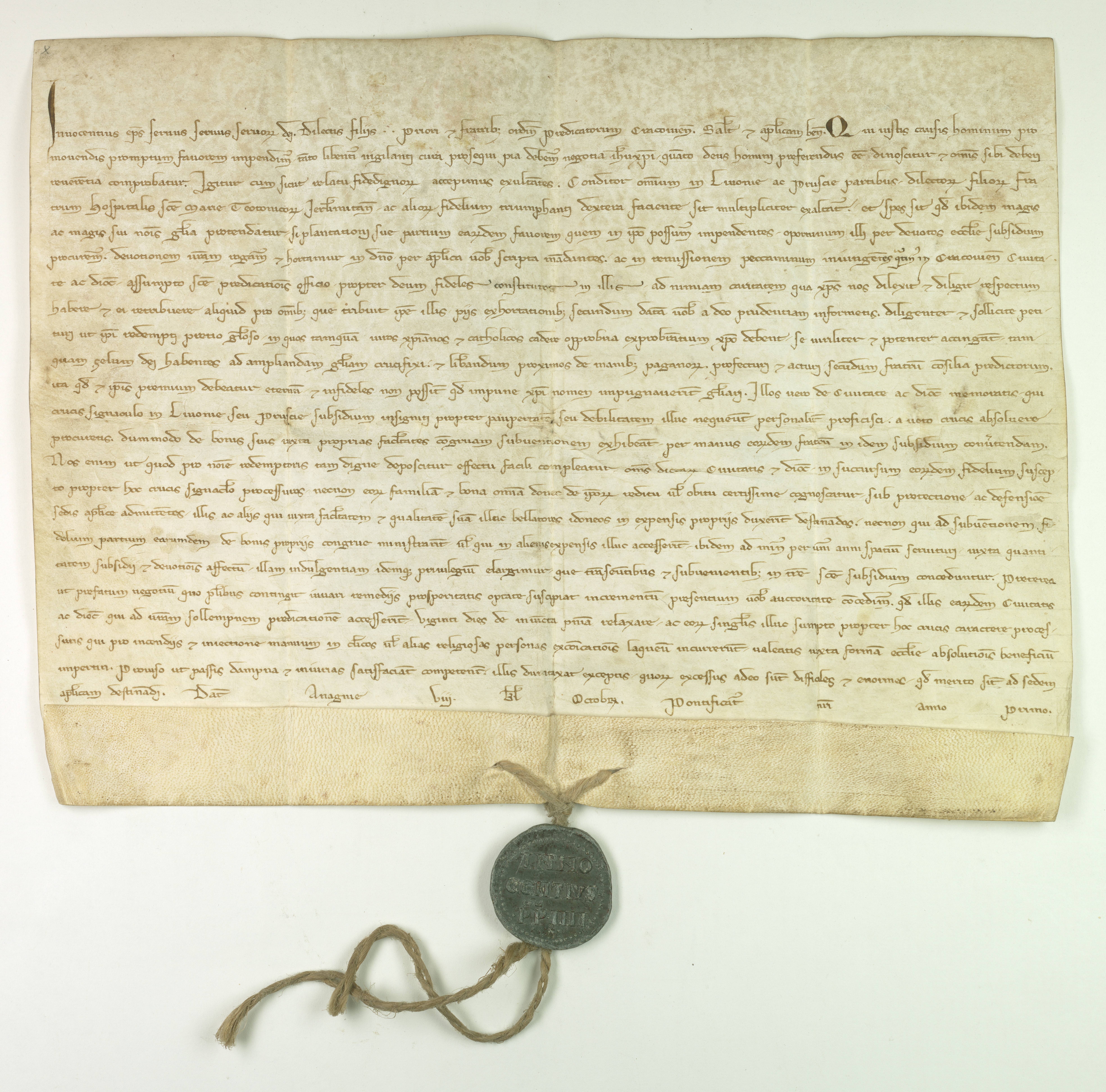
Papież Innocenty IV poleca dominikanom krakowskim głosić krucjatę do Prus i Liwonii dla wspomożenia zakonu krzyżackiego, dokument z 24 września 1243 roku

### Dalsza misja ewangelizacyjna
W XIII wieku nasiliła się akcja misyjna w Prusach zapoczątkowana bullą papieża Innocentego III z dnia 26 października 1206 roku, w której polskie duchowieństwo zostało wezwane do poparcia działań misyjnych opata łeknieńskiego Godfryda. Z bulli tej wynika, że początek misji cystersów datować należy na początek XIII wieku. Około 1210 roku na czele misji stanął mnich z Oliwy, Chrystian, a cała misja chrystianizacji Prusów nabrała rangi krucjaty. W 1215/1216 Chrystian został biskupem pruskim, zyskał od papieża prawo rzucania klątwy na krzyżowców, którzy wkroczyliby na ziemie nawróconych Prusów. Dzięki takiemu wsparciu w latach 20. XIII wieku liczne wyprawy podjęli Leszek Biały, Henryk Brodaty i Świętopełk pomorski. Z kolei plemiona pruskie dokonywały najazdów w latach 1213, 1216, 1220. W roku 1222 Prusowie dotarli do Płocka. W roku 1226 zniszczyli klasztor w Oliwie oraz zajęli na krótko ziemię chełmińską. W wyniku prowadzonych przez Prusów najazdów Polacy utracili m.in. grody Gutowo, Zwiniarz, Kołodzieje, Nowy Dwór Bratiański, Węgry koło Malborka, Podzamcze koło Kwidzyna, a cały rejon Pojezierza Iławskiego został trwale podbity. Skutki tych najazdów nie były porównywalne do zniszczeń po późniejszych najazdach Krzyżaków na ziemie pruskie, posłużyły jednak za pretekst do stosowania drastycznych metod.

### Ekspansja zakonu krzyżackiego
Dla ochrony szlaku wiślanego przed Prusami zostały sprowadzone na pogranicze zakony rycerskie – do ziemi chełmińskiej Krzyżacy, kalatrawensi Świętopełka do Tymawy, w Dobrzyniu nad Wisłą bp Chrystian założył zakon braci dobrzyńskich. Zakony te miały m.in. przejąć zadania ochrony granic od pogranicznych rodów rycerskich. Ambicje polityczne Konrada mazowieckiego i zaangażowanie w Małopolsce skłoniły go do sprowadzenia zakonu krzyżackiego na pogranicze polsko-pruskie, przy czym nie docenił on roli Zakonu jako zaplecza dla żywiołu niemieckiego, zainteresowanego ekspansją w rejonie Bałtyku.
Po nadaniu ziemi chełmińskiej zakonowi krzyżackiemu, ściągnął on tam początkowo dwóch rycerzy, którzy zajęli gródek Vogelsang. Dopiero w roku 1230 przybył do Prus właściwy oddział 7 braci rycerzy pod dowództwem Hermana Balka. Oddział ten, dzięki wsparciu papiestwa, a także oddziałów polskich, śląskich, pomorskich i zachodnioeuropejskich, podbił Pomezanię i kolejne ziemie pruskie. W roku 1233 biskup Chrystian dostał się do niewoli pruskiej na Sambii, a uwolniony został dopiero w roku 1238, kiedy biskupstwo pruskie dostało się pod władzę papieża i Krzyżaków. W roku 1233 Chełmno i Toruń otrzymały nowe prawo chełmińskie od Hermana von Salza i Hermana Balka, które stało się podstawą regulacji miejskich i administracyjnych w przyszłym państwie krzyżackim. W 1234 roku Krzyżacy otrzymali znaczną militarną pomoc od książąt polskich w wyprawie przeciwko Prusom. W roku 1235 Krzyżacy wchłonęli zakon braci dobrzyńskich, a w roku 1237 inflancki zakon kawalerów mieczowych. W roku 1236, pod nieobecność Chrystiana, legat papieski Wilhelm z Modeny otrzymał polecenie podziału Prus na 3 diecezje i mianowania 3 biskupów z zakonu dominikanów. Pomimo oporu uwolnionego Chrystiana w roku 1243 powstały 4 diecezje. Chrystian umarł w roku 1245.
Podbój Prus został przerwany kilkoma powstaniami pruskimi. Za ostateczną datę podboju przyjmuje się rok 1283, gdyż według krzyżackiego kronikarza Piotra z Dusburga rozpoczęły się wówczas walki na Litwie i Żmudzi. Pomimo dużej przewagi liczebnej Prusów i znajomości terenu, wyprawy zbrojne w XIII wieku górowały nad nimi lepszą organizacją i przewagą uzbrojenia. Słabe związki plemienne i niemożność zjednoczenia się sprawiały, że najeźdźcy prowadzili skuteczną walkę. Stosowana często przez Krzyżaków taktyka spalonej ziemi była drastyczna i różniła się od wcześniejszych walk, toczonych głównie dla zdobycia sławy i łupów.

### Dalsze losy Prusów
Podbici Prusowie przejęli język i kulturę niemiecką, natomiast na wschodzie zasymilowali się z Litwinami, a na południu z Mazurami. Szacuje się, że w sumie nawet 15 tysięcy Prusów mogło opuścić swoją ojczyznę. Część z nich w następnych latach powróciła do Prus w związku z możliwością otrzymania nowych nadań. Pozostali osiedlili się na wcześniej wymienionych terenach. Nieliczni Prusowie zamieszkali również w Wielkopolsce, Małopolsce i na Lubelszczyźnie.
Prusowie (wraz z Jaćwięgami) zostali poddani przesiedleniom, głównie na tereny Warmii, Pomezanii oraz Sambii. Uważa się, że doprowadziło to do powstania tzw. pustki osadniczej na terenach Jaćwieży, Sasinii i Galindii, choć istnieją również głosy twierdzące, że tereny te nie mogły stać się zupełnie bezludnymi, czego dowodem ma być pruska proweniencja części toponimii na terenach objętych akcją wysiedleńczą. Niewykluczone również, że pruskie nazwy są w istocie nie tyle spadkiem po pierwotnych mieszkańcach, a efektem kolonizacji wewnętrznej. W okresie względnej stabilności państwa zakonnego Prusowie, przeżywając swoistą demograficzną rekompensatę powojenną, uczestniczyli w ponownym zasiedlaniu opuszczonych ziem.
Według szacunków opartych na źródłach historycznych walki z Krzyżakami przetrwało ok. 100 tysięcy Prusów. Na podstawie liczby wsi zakładanych na tzw. prawie pruskim szacuje się, że na początku XV wieku na terenie Prus mieszkało ok. 150 tysięcy Prusów, blisko 40% ludności. Zamieszkiwali przede wszystkim Sambię (95–100%), Natangię (90%), na Warmii stanowili ok. 60%, między 30 a 50% w Pomezanii, Pogezanii i Barcji. Pozostali byli rozproszeni na innych terytoriach plemiennych. W następnych wiekach zasymilowali się z ludnością napływową z Polski, Niemiec, Litwy i innych terenów. Ważnym rodem wywodzącym się od Prusów  był ród Kalkstein  który swoje nazwisko ma od miejscowości Kalkstein,  współcześnie Wapnik
Pogańskie obyczaje Prusów przetrwały sporadycznie w Sambii do pierwszej połowy XVI w. Jeszcze w 1561 r. pastor Abel Will z Pobethen opublikował Mały katechizm Marcina Lutra w języku pruskim, jednak mowa ta ostatecznie wymarła na przełomie XVII i XVIII wieku.

### Materiały źródłowe
- Jan Długosz, Roczniki czyli kroniki sławnego Królestwa Polskiego ks. VII-VIII, przeł. Julia Mruwkówna, oprac. Danuta Turkowska i Maria Kowalczyk, PWN, Warszawa 1974.
- Nestor, Powieść minionych lat, Zakład Narodowy im. Ossolińskich, Wrocław 1999. ISBN 83-04-04448-X.
- Piotr z Dusburga, Kronika ziemi pruskiej, Wydawnictwo Uniwersytetu Mikołaja Kopernika, Toruń 2005. ISBN 83-231-1855-8.
- Wigand z Marburga, Nowa Kronika Pruska (oprac: Sławomir Zonenberg, Krzysztof Kwiatkowski), TNT, Toruń 2017, ISBN 978-83-65127-28-0.